# Witold Jarosiński
Witold Jarosiński (ur. 18 września 1909 w Warszawie, zm. 5 grudnia 1993) – polski polityk komunistyczny, nauczyciel i polonista. Poseł na Sejm PRL I, II, III, IV, V, VI i VII kadencji, sekretarz Komitetu Centralnego PZPR (1956–1957, 1960–1968), minister oświaty (1950–1956), zastępca przewodniczącego Rady Państwa (1968–1969), a do 1972 jej członek. Budowniczy Polski Ludowej.

## Życiorys
Pochodził z rodziny robotniczej, jego rodzicami byli Antoni i Józefa. Ukończył studia polonistyczne na Uniwersytecie Warszawskim (rozpoczęte w 1929). Przed II wojną światową pracował jako nauczyciel oraz działał w środowisku młodzieży komunistycznej; był ciężko ranny w wojnie obronnej w 1939, po długiej kuracji w szpitalu jenieckim pracował w chłodni w Warszawie, w latach 1944–1945 na robotach przymusowych w Niemczech. Od 1945 był członkiem Polskiej Partii Robotniczej, od 1948 Polskiej Zjednoczonej Partii Robotniczej. Od 1945 pracował w magistracie w Sosnowcu, następnie w aparacie partyjnym (m.in. w Komitecie Wojewódzkim PPR w Katowicach), był II sekretarzem Komitetów Wojewódzkich – PPR we Wrocławiu, potem PZPR w Krakowie. W 1950 (od stycznia do maja) był zastępcą kierownika Wydziału Organizacyjnego Komitetu Centralnego PZPR, a wiosną tego samego roku był przez kilka tygodni I sekretarzem Komitetu Warszawskiego partii, a od sierpnia 1950 – ministrem oświaty. Po odejściu z funkcji ministra (1956) był ponownie I sekretarzem Komitetu Warszawskiego (od lutego 1957 do lutego 1960). Wieloletni członek władz partyjnych – w latach 1949–1954 zastępca członka KC PZPR, w latach 1954–1971 członek KC, w latach 1971–1980 członek Centralnej Komisji Rewizyjnej, w latach 1980–1981 członek Centralnej Komisji Kontroli Partyjnej PZPR. Od października 1956 do maja 1957 i od lutego 1960 do listopada 1968 był sekretarzem KC PZPR odpowiedzialnym za oświatę.
W latach 1952–1980 był posłem na Sejm PRL I, II, III, IV, V, VI i VII kadencji, w IV i V kadencji kierował Komisją Mandatowo-Regulaminową (1965–1972). W latach 1961–1983 urzędujący sekretarz i członek prezydium Ogólnopolskiego Komitetu Frontu Jedności Narodu, a w latach 1968–1969 zastępca przewodniczącego Rady Państwa, a do 1972 jej członek. W czerwcu 1968 wszedł w skład Komitetu Honorowego obchodów 500. rocznicy urodzin Mikołaja Kopernika. W latach 1970–1974 wiceprzewodniczący Zarządu Głównego, w okresie 1974–1983 nadal członek prezydium ZG, a od 1983 członek Krajowej Rady Towarzystwa Przyjaźni Polsko-Radzieckiej.

## Ordery i odznaczenia
- Order Budowniczych Polski Ludowej (1974)[5]
- Order Sztandaru Pracy I klasy (dwukrotnie; w tym w 1964[6])
- Tytuł honorowy „Zasłużony Nauczyciel Polskiej Rzeczypospolitej Ludowej” (1987)[7]
- Medal 10-lecia Polski Ludowej
- Medal 30-lecia Polski Ludowej
- Medal 40-lecia Polski Ludowej
- Złoty Medal „Za zasługi dla obronności kraju”
- Srebrny Medal „Za zasługi dla obronności kraju”
- Brązowy Medal „Za zasługi dla obronności kraju”
- Medal Komisji Edukacji Narodowej (1967)[8]
- Medal im. Ludwika Waryńskiego (1986)[9]
- Odznaka 1000-lecia Państwa Polskiego (1963)[10]
- Złota odznaka związkowa Związku Zawodowego Nauczycielstwa Polskiego (1955)[11]
- Złota odznaka Polskiego Towarzystwa Ekonomicznego (1965)[12]
- Złota Odznaka honorowa „Za Zasługi dla Warszawy” (1975)[13]
- Odznaka honorowa „Zasłużony dla Warmii i Mazur” (1960)[14]
- Honorowa złota odznaka 5-lecia działalności Pałacu Młodzieży (1960)[15]
- Order Flagi Narodowej I stopnia (KRLD, 1954)[16]
- wiele innych odznaczeń